# فتاتو
فتاتو، روستایی است از توابع بخش مرکزی شهرستان خمام در استان گیلان ایران.

## جمعیت
این روستا در دهستان چاپارخانه قرار دارد و براساس سرشماری مرکز آمار ایران در سال ۱۳۸۵، جمعیت آن ۹۱۳ نفر (۲۳۴خانوار) بوده‌است.